# Luxemburgo en los Juegos Europeos
Luxemburgo en los Juegos Europeos está representado por el Comité Olímpico y Deportivo Luxemburgués. Ha obtenido un total de 5 medallas: 2 de plata y 3 de bronce.

## Medalleros

### Por edición
| Evento        | Oro | Plata | Bronce | Total |
| ------------- | --- | ----- | ------ | ----- |
| Bakú 2015     | 0   | 0     | 0      | 0     |
| Minsk 2019    | 0   | 1     | 2      | 3     |
| Cracovia 2023 | 0   | 1     | 1      | 2     |
| TOTAL         | 0   | 2     | 3      | 5     |

### Por deporte
| Evento        | Oro | Plata | Bronce | Total |
| ------------- | --- | ----- | ------ | ----- |
| Atletismo     | 0   | 1     | 0      | 1     |
| Karate        | 0   | 0     | 2      | 2     |
| Tenis de mesa | 0   | 0     | 1      | 1     |
| Tiro con arco | 0   | 1     | 0      | 1     |
| TOTAL         | 0   | 2     | 3      | 5     |